# Кемалие
Кемалие (тур. Kemaliye), до 1922 года — Эгин (тур. Eğin, арм. Ակն (Акн)) и ранее Марнтуник (арм. Մարընտունիկ) — город и район на берегу Восточного Евфрата между горами Тавра и Антитавра. Находится в иле Эрзинджан в Турции, в Восточной Анатолии. Высота над уровнем моря — 1100 м.

## Этимология
Согласно Исмаилу Юджелу, в 1922 году в ходе войны за независимость Ататюрк приехал в Сивас, затем жители Эгина отправили Ататюрку телеграмму, в которой заявили что поддерживают Ататюрка, а также сообщили что будут рядом с ним с 500 всадниками. Исмаил Юджел сообщает, что впечатлённый этим Ататюрк в своём обращении к эгинцам сказал, что «вы люди, достигшие зрелости» (тур. siz kemale ermiş insanlarsınız), в связи с чем заявил что даёт им свой имя — таким образом Эгин получил новое название Кемалие (тур. Kemaliye). Название же Эгин (тур. Eğin), согласно Исмаилу Юджелу, с гёктюркского языка означает «красивый сад, подобный раю». Согласно Акопяну, предположительно, город был назван по имени источника Акнахпюр (дословно с армянского, «драгоценный источник»). Источник, в свою очередь, согласно легенде, был назван так переселенцами из Ани, якобы встретившими на своем пути прохладный источник и основавшими здесь город. Согласно Словарю топонимов Армении и прилегающих областей, существует мнение, что до прихода анийцев город назывался Марнтуник — от армянского Майр Нтаник (арм. Մայր Ընտանիք) — по названию находящейся неподалёку, у села Чераз, святыни.
В XX веке город был переименован по имени Мустафы Кемаля.

## История
В древности территория города входила в Малую Армению во Вторую, позже — в Третью Армению, находился на границе с Великой Арменией.[уточнить]
В Новое время принадлежал попеременно вилайетам Себастии, Эрзрума и Харберда.
В 1896 году, во время погромов при Абдул-Гамиде, турки напали на Акн, а курды — на окрестные армянские села. Количество убитых составило около 3000 человек. После Первой мировой войны и геноцида армян в городе оставалось всего 400 армян, в 1929 году — 41.

## Население
В начале XIX века население города составляло около 10000 человек, из которых 5500 человек были армяне. В 1880 году в городе насчитывалось 5442 армянина, 4286 греков и турок. По данным переписи Армянского Патриархата в Константинополе, в 1912 году в казе Акн -- в городе Акн и в 25 поселениях, населенных армянами, численность армянского населения составляла 16741 человек.

## Архитектура
В городе имелся ряд армянских сооружений:
- Монастырь Нарекаванк (XI век)
- Монастырь Сурб Ншан
- Церковь Сурб Геворг (1874—1876)
- Церковь Сурб Астватцацин
- Церковь Сурб Ованнес Воскеберан, сгоревшая в 1655 году

В городе находился ряд мечетей. Среди них с архитектурной точки зрения интересна переделанная из армянской церкви Сурб Акоп.